# Distrito de Pítipo
El distrito de Pítipo es uno de los seis que conforman la provincia de Ferreñafe ubicado en el departamento de Lambayeque en el Norte de Perú. Su capital la localidad de Pítipo.
Desde el punto de vista jerárquico de la Iglesia católica, forma parte de la diócesis de Chiclayo.

## Historia
Pítipo en sus inicios fue un caserío del distrito de Ferreñafe, hasta su distritalización, el 17 de febrero del año 1951, durante el gobierno de Manuel A. Odría, mediante la Ley N.º 11590.
La Subprefectura provincial de Ferreñafe designó para ocupar el cargo de alcalde a Don Manuel Expedito Muro Navarrete, quien muy gentilmente cedió a Juan Muro Salcedo, cargo que asumió desde el año 1951 a 1956, y cuya primera plana edilicia fue conformada por los señores: Santiago Cabrejos Inoñan, Luciano Granados Ilma, Segundo Adán Hoyos y Segundo Quijano. 
El terreno del local donde hasta la actualidad funciona la Municipalidad fue donado por el señor Francisco Muro Moreno (hermano menor de Expedito Muro), en aquel entonces estudiante de Medicina de la Universidad Nacional de la Plata (Argentina). El Dr. Francisco (Pancho) Muro Moreno sería posteriormente reconocido (al igual que su padre el doctor Francisco Muro Pacheco), debido a su Altruismo y Trabajo Social, como "El Médico de los Pobres". 
La parte del Local Agua Potable fue donado por la señorita Augusta López Arenas. 
Desde el punto de vista jerárquico de la Iglesia católica, forma parte de la diócesis de Chiclayo.

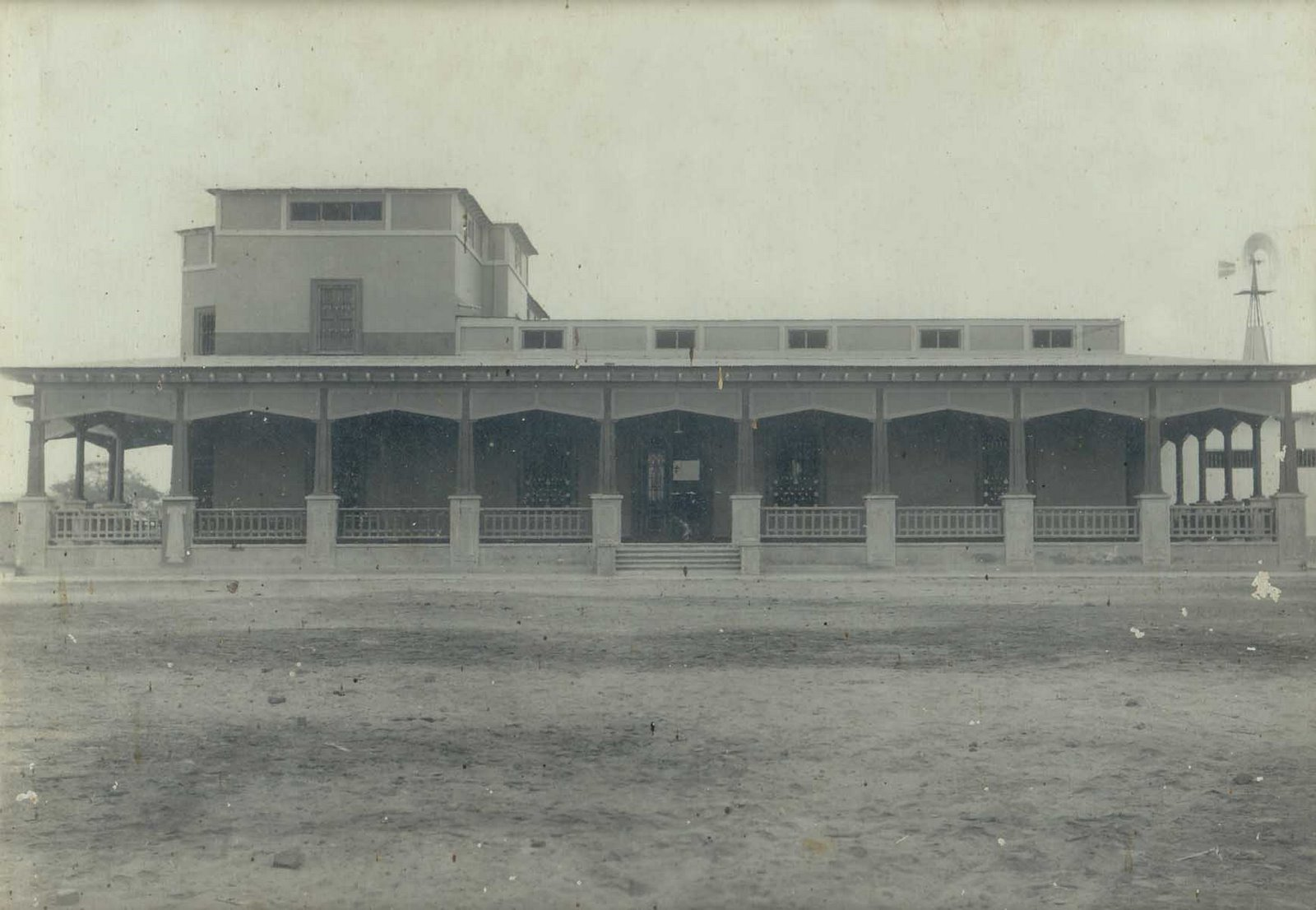
Antigua casa-hacienda de Batán Grande en el año 1900.
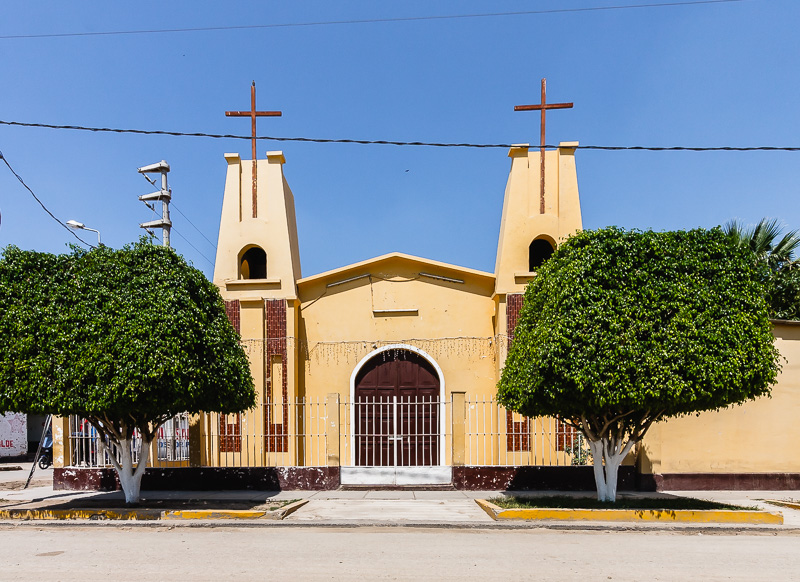
Iglesia de Nuestra Señora de Fátima en Pítipo, la capital distrital.
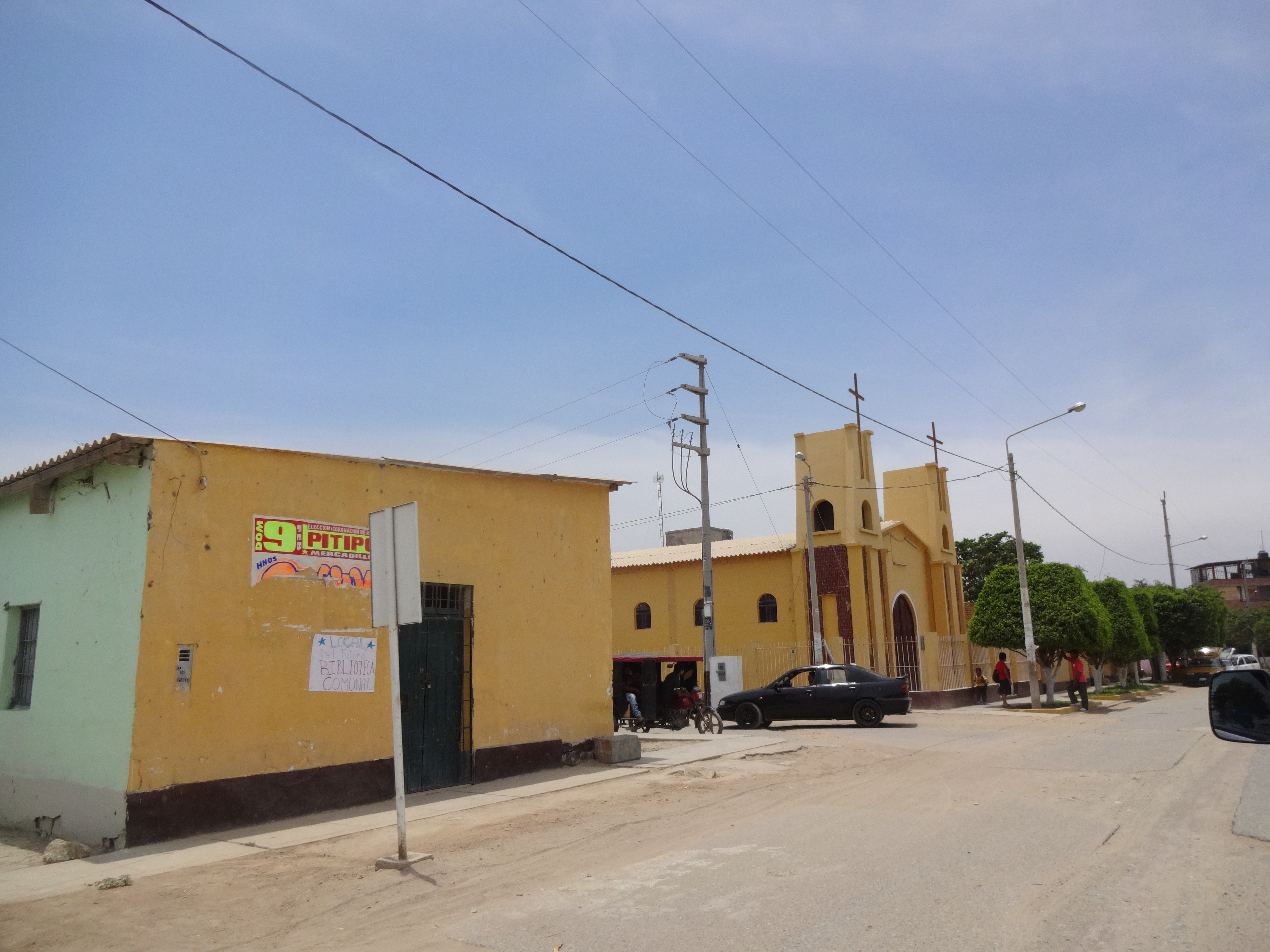
Vista de la calle Inca Garcilaso de la Vega hacia la plaza Mayor.

## Geografía
Está situado en la parte norte y central de la provincia de Ferreñafe, Departamento de Lambayeque, a 26,90 km de la ciudad de Chiclayo y a 7,80 km de la ciudad de Ferreñafe.

## Población de la ciudad
El censo de población y viviendas del año 1981 arrojo una población en el distrito de pitipo de 9161 habitantes; el censo del 11 de junio de 1993 determinó una población de 14 221 habitantes de los cuales 7323 son hombres (52 %) y 6989 son mujeres (48 %). Según el fenómeno del niño de 1998 se recolectaron datos de población nivel de todos los caseríos afectados, y cuyos resultados fueron los siguientes:
Población aproximada 21 311 habitantes, donde 11 208 son hombres (52 %) y 10229 son mujeres (48 %), según estos datos 17 981 (83,95 %) habitantes viven en zona rural y 3420 (16,05 %) viven en zona urbana.
Según censo de población del 2007 el distrito de Pitipo tiene una población de 20 080 habitantes de los cuales 9815 (48.88 %) son mujeres y 10 265 (51.12 %) son varones.
| Centro poblado | Población urbana | Población rural |
| -------------- | ---------------- | --------------- |
| Pítipo         | 1086             | 0               |
| Batán Grande   | 2692             | 0               |
| Motupillo      | 2008             | 0               |
| La Paleria     | 0                | 937             |
| La Traposa     | 0                | 767             |
| San Luis       | 0                | 764             |
| Pativilca      | 0                | 760             |
| La Zaranda     | 0                | 718             |
| Cachinche      | 0                | 693             |
| Sime           | 0                | 577             |
| La Pared       | 0                | 506             |
| Desaguadero    | 0                | 461             |
| Tres Puentes   | 0                | 454             |
| Tambo Real     | 0                | 378             |
| Otros          | 0                | 7279            |
| Total          | 5796             | 14 294          |

## Atractivos turísticos
- Laquipampa.- Se encuentra en el distrito de Incahuasi, para poder conservar a la Pava Aliblanca, Huerequeque y al Oso de Anteojos que están en peligro de extinción.

## Autoridades

### Municipales
2019-2022
- Alcalde: Jean Pierre Martínez Espichán (AP)
- Regidores: Carlos Alejandro Cabrejos López (AP), Wilmer Guevara Díaz (AP), Vanessa Del Milagro Valverde Aponte (AP), Vily Isabel Juárez Ramírez (AP), Luis Carranza Fernández (APP)

- 2015-2018[3]
  - Alcalde: Luis Alberto Valladolid Terrones (APRA).
  - Regidores: Balmer Abelino Abanto Montoya (APRA), Marcial Pérez Cieza (APRA), Salvadora Cotera Durand (APRA), Félix Juárez Ramírez (APRA), Marino León Santa Cruz (APP).
- 2011-2014[4]
  - Alcalde: Galo Giovani De La Cruz Cabrejos (APP).
  - Regidores: Gilbert Yovera Sandoval (APP), Richard Cabrera Irigoin (APP), Segundo Emiterio Huertas Sotero (APP), Doris Luz Ferroñan Facho (APP), Victorino Pérez Estrada (APRA).

### Policiales
- Comisaría PNP BATANGRANDE.
- Comisario 2016: ALFZ PNP Sánchez Garay Jaime Manuel
- Comisario 2017: TNTE PNP Gonzales Romero Aldo
- Comisario 2020: TNTE PNP Julio Espinoza Díaz

### Religiosas
- Diócesis de Chiclayo[5]
  - Obispo de Chiclayo: Mons. Robert Francis Prevost, OSA[6]
- Parroquia[7]
  - Párroco: Pbro. .